# 1860 في فرنسا
فيما يلي قوائم الأحداث التي وقعت خلال عام 1860 في فرنسا.

## ظهور
- 1 يناير – باريس في القرن العشرين كتاب من تأليف جول فيرن.

## مواليد

### فبراير
- 1 فبراير – ميشال زيفاكو كاتب فرنسي.

### يونيو
- 25 يونيو – غوستاف شاربنتييه ملحن فرنسي.

### أغسطس
- 20 أغسطس – ريمون بوانكاريه

### سبتمبر
- 28 سبتمبر – بول فيلارد

### نوفمبر
- 6 نوفمبر – كونت أيمار دي لا بوم عالم فلك فرنسي.

## وفيات

### مارس
- 12 مارس – سليمان باشا الفرنساوي (مواليد 1788) جندي مصري.

### يونيو
- 24 يونيو – جيروم بونابرت (مواليد 1784)

### أغسطس
- 14 أغسطس – أندريه ماري كونستن ديميريل (مواليد 1774)

### سبتمبر
- 21 سبتمبر – بيير جيلبرت (مواليد 1783) رسام فرنسي.

### أكتوبر
- 24 أكتوبر – إيلي ديكاز (مواليد 1780)